# Helena (seriál)
Helena je český televizní sitcom vysílaný od 22. března 2012 na TV Nova. Seriál líčí rodinný život početné rodiny Musilů v čele s Helenou, kterou ztvárňuje Sandra Pogodová. Inspiraci našli tvůrci Heleny v americkém televizním sitcomu Roseanne.
TV Nova v roce 2014 uvedla, že se připravuje čtvrtá série. Později ale bylo v pořadu Volejte Novu oznámeno, že se další řada nepřipravuje. V dalších letech však k realizaci čtvrté série skutečně došlo, na televizní obrazovky byla uvedena v září 2018.

## O seriálu
Helena (Sandra Pogodová) je cílevědomá žena, která se ale na úkor své rodiny vzdala svých snů a čelí všem strastem a radostem rodinného života s velkým nadhledem a optimismem. Podle tvůrců představuje jakýsi sitkom-nesitkom. „Komediální seriál je ten správný příměr, protože Helena není žánrově úplně typický sitcom. Je to dáno tím, že Musilovi jsou vskutku průměrnou dělnickou rodinou s nadprůměrným počtem dětí. S určitým vtipem a nadhledem musí Helena řešit spoustu problémů jak existenčních, tak i vztahových. K tomu všemu chodí do práce a vychovává tři děti,“ naznačil producent Evžen Gogela.
Příběh seriálu se mění počátek druhé série, kdy sestra Heleny Klára (dříve Martha Issová; nyní Petra Hřebíčková) prochází největší proměnou. Po ztrátě zaměstnání udělá pro všechny naprosto nečekané rozhodnutí a dá se na kariéru policistky. Je to první rozhodnutí, které dokáže dotáhnout až do úplného konce, a vskutku se policejním strážmistrem stane. Jako správná sestra podrží Klára Helenu při všech jejích osobních krizích a zastupuje ji v domácnosti i při výchově dětí.
Ve třetí sérii se příběh seriál posouvá o několik let dál. Lehce bláznivá rodina prochází složitou životní situací. Řeší finanční problémy, ztrátu zaměstnání, ale také odchod dcery Lucie (Martina Kavanová) z domova. Musilovi však ke všem problémům přistupují s humorem a nadhledem.

## Epizody
| Řada | Díly | Premiéra        | Premiéra           |
| Řada | Díly | První díl       | Poslední díl       |
| ---- | ---- | --------------- | ------------------ |
| 1    | 14   | 22. března 2012 | 21. června 2012    |
| 2    | 12   | 3. září 2012    | 19. listopadu 2012 |
| 3    | 16   | 25. února 2013  | 17. června 2013    |
| 4    | 16   | 15. září 2018   | 29. prosince 2018  |

## Postavy

### Hlavní postavy
Helena Musilová; ztvárnila Sandra Pogodová
Věk 33 let
Povolání: Dispečerka výrobní linky, telefonní prodejkyně, pomocnice v salónu, servírka, podnikatelka
Na střední škole měla velké plány, chtěla studovat a být spisovatelkou. Její rodiče bydlí v Českém Dubu. Matka je hysterická a negativistická, nesnáší cizí postele, je přecitlivělá a přehnaně starostlivá. Otec je ušlápnutý seschlý pán, který o sobě tvrdí, že je robot, neboť se svou ženou vydržel pětatřicet let. V práci je Helena pro spolupracovnice autoritou, jako jediná se dokáže vzepřít šéfovi. Na rozdíl od své sestry Kláry si nepotrpí na nakupování, šminky, módu, ale i ona má ženská přání a chce se líbit hlavně Danovi. Typický je pro ni nesentimentální a občas i trochu cynický přístup k dětem. Helena je velmi praktická, dokáže například spravit vodovodní baterii.
Dan Musil; ztvárnil Leoš Noha
Věk: 34 let
Povolání: Zedník
Oblíbená věta: Poslouchej svého tátu
K jeho koníčkům patří především auta a motorky – na ty ale nemá peníze. Je pivař, ale domácí – lahváčový. Občas si pozve domů pár kamarádů a u piva hrají karty – Prší. Doma kromě pucování svého skútru veterána nijak nekutí. Je spíš pecivál, nejraději leží na gauči v obýváku. Nikam se mu moc nechce, ale když je něco opravdu potřeba udělat, je šikovný. Na škole hrál na kytaru a zkoušel i psát a zpívat písničky. V době, kdy balil Helenu, jezdil na motorce a měl dlouhé vlasy. Pracuje na živnostenský list, není jednooborový – bere, co je (klimatizace, střechy, montování kuchyňských linek, vysypávání příjezdových cest pískem…). Odmítá tančit. Heleně vadí jeho zlozvyk věšet na kliku špinavé slipy. 
Lucie Musilová, od 28. dílu Lucie Holá; ztvárnila Martina Kavanová,
Věk: 14 let (ve 4. sérii 20 let)
Povolání: studentka
Oblíbená věta: Jdu se převlíct 
Je ve věku, kdy se začíná parádit. Nové šaty, případně šminky jsou pro ni důležité. Společné téma nachází hlavně s tetou Klárou, která je pro ni vzorem ženskosti, emancipovanosti, rozhodnosti a nespoutanosti. Sourozenci jí říkají „Blondýno''. Od třetí série začne být vzpurná, svého partnera si omotává kolem prstu a nakonec s ním uteče a tajně se vdá.
Tereza Musilová; ztvárnila Kristýna Belzová, od čtvrté série Kamila Mottlová
Věk: 11 let (ve čtvrté sérii 17 let)
Povolání: Studentka
Oblíbená věta: Ale to není fér
Holka s klučičími zájmy. Hraje na žákovské úrovni florbal, neorganizovaně fotbal. Škole moc nedá, nejde jí dějepis, čeština ani matematika. Nejsložitější vztah má s učitelkou dějepisu Jeřábkovou. Na rozdíl od Lucie se neumí a nechce přizpůsobit, přijmout pravidla. Po svém otci je velmi zručná. Táta je její idol. Kouká s ním často na sport, ale dokonce i na to, jak opravuje auto. Od třetí série se z ní stane svérázná rockerka, od čtvrté série studuje v Praze spisovatelství 
Marek Musil; ztvárnil Jan Maršál, od druhé série Filip Antonio, od čtvrté série Josef Havrda
Věk: 6 let
Povolání: Žák 
Dan a Helena si Marka pořídili v době, kdy se Danovi dařilo ve firmě, měli zakázky a zdálo se, že si ho mohou dovolit. Pak přišla krize a od té doby jsou s penězi úplně na štíru. Nejvíc konfliktů má Marek s Terezou (například kreslí rodinu bez ní nebo jí rovnou maluje hrobeček). Má rád toasty se sýrem nahoře a šunkou dole. K jeho hrdinům patří Shrek nebo Spiderman.
Klára Brázdová; ztvárnila Martha Issová, od druhé série Petra Hřebíčková
Věk: 29 let
Povolání: Operátorka výroby, policistka, podnikatelka
Oblíbená věta: Víš co je tvůj problém? 
Chybí jí mužská ruka. Zapomíná platit složenky – takže je občas bez proudu, plynu nebo vody. Také je občas bez kreditu do mobilu. Přitom tak ráda řeší po telefonu s kamarádkami své vztahy, které navazuje trochu naivně. Její typická věta: „Víš, co je tvůj problém?“ Dana vytáčí. Leze Danovi na nervy maličkostmi, například o Vánocích ozobe z vánočky mandle, nezvoní, když přijde, ochutnává z hrnce, bere si pivo z lednice bez dovolení. Klára je nedochvilná. Například nedodrží čas, kdy má převzít hlídání dětí. Je to typ člověka, který často radí druhým, jak na život. Ráda dělá testy v časopisech a nakupuje. Občas kvůli tomu přijde pozdě do práce. Je expertkou na to, kde mají právě slevu. Později začne mít nápady, do kterých jde po hlavě. Třeba se stane policistkou nebo se sestrou Helenou a kamarádkami otevře bistro. 

### Vedlejší postavy
Leoš Korous ztvárnil Jaroslav Plesl
Věk: 30 let
Povolání: Vedoucí provozu ve fabrice, úředník na finančáku, realiťák v Los Angeles
Oblíbená věta: Přijela mi máma 
Svérázný šéf Heleny, Kláry a dalších ve fabrice Prestox. Nemá nouzi o trapasy, které mu trochu podrývají autoritu před ženským kolektivem. Zároveň se mu nebezpečně líbí ženy a zalíbení nalezne zejména u podřízené Kláry Brázdové, která s ním často flirtuje. I když si z něj jeho podřízené často dělají srandu, během vteřiny je schopný si zajistit respekt.
Oskar Skála ztvárnil Ondřej Volejník
Věk: asi 40 let
Povolání: Vedoucí provozu ve fabrice
Oblíbená věta: Zlatíčko,…..
Nový šéf po Leošovi Korousovi, má velký smysl pro řád a pořádek. Dodržování pravidel bohužel vyžaduje velmi arogantně a netaktně a příliš si o sobě myslí. Tím docílí toho, že po krátké době mu odejdou během minuty všechny pracovnice a tím jeho krátká kariéra v Prestoxu končí
Marta Ivanovičová–Geborg–Nováková ztvárnila Pavlína Mourková, od 4. série Tylečková
Věk: kolem 40 let
Povolání: dělnice ve fabrice Prestox, malířka, podnikatelka, žena v domácnosti
Kamarádka a kolegyně Heleny a Kláry. Je třikrát rozvedená a ve čtvrté sérii se po čtvrté vdá. Je samoživitelkou malého syna Káji. Nedaří se jí najít lásku, chlapi ji opouštějí jeden za druhým a problém vždy řeší pláčem a poslechem Zagorky.
Jaroslava Horvátová ztvárnila Kristýna Janáčková
Věk: kolem 35 let
Povolání: dělnice ve fabrice Prestox, barmanka v baru Rodeo
Další Heleny kolegyně z Prestoxu i baru Rodeo. Je velice milá, s každým dobře vychází. Touží po tom si otevřít Cukrárnu 
Věra Svobodová ztvárnila Hana Seidlová
Věk: kolem 50 let
Povolání: dělnice ve fabrice Prestox
Další Heleny kolegyně. Jde o starší ženu, která se v aktivním stavu udržuje především díky práškům, které zobe ve velkém.
Antonín Zoubek ztvárnil Zbyšek Pantůček
Věk kolem 50 let
Povolání: údržbář ve fabrice Prestox
Údržbář z pracoviště Heleny a ostatních. Snaží se s dámami skamarádit, ty o to však nestojí. Je to expert zejména na trapasy, trapné vtipy a vlezlé chování. Ženy si z něj kvůli tomu neustále střílí, což Tondovi nedělá dobře.
Denisa ztvárnila Sabina Muchová
Věk kolem 35 let
Povolání:  barmanka v Country clubu Rodeo
Příjemná barmanka v oblíbeném baru Heleny a kamarádek. Od druhé série ji vystřídá Jaroslava Horváthová
- Kamil Řanda (Jan Volejník) – živnostník, kamarád a příležitostný zaměstnavatel Dana Musila
- Vladislav Zedníček (Pavel Zedníček) – ředitel školy
- Jiří Smažík (Radim Novák) – majitel železářství a kamarád Dana Musila
- Patrik Kováč (Petr Vízdal) – přítel Lucie Musilové
- Josef Nováček (Tomáš Magnusek) – pacient na chirurgii v Hradci
- MUDr. Zuzana Veselá (Kateřina Petrová) – lékařka na chirurgii v Hradci
- pí. Jeřábková (Lenka Krčková) – Terezy učitelka českého jazyka a dějepisu
- p. Pexa (Michal Bumbálek) – fotograf
- p. Škrťa (Luděk Sobota) – referent fondu pro začínající podnikatele
- p. Hádek (Miroslav Vladyka) – šéf místních novin Hořická Vlaštovka
- p. Rendl (Petr Semerád) – trenér florbalu Terezy Musilové
- Tamara (Veronika Petrová) – milenka Leoše Korouse
- Felix (Jan Kříž) – nápadník Kláry Musilové
- Tadeáš (Josef Láska) – barman v bowlingu a nápadník Lucie Musilové
- Ivanka (Marcela Holubcová) – kamarádka Heleny a Dana Musilových
- Karel (Vladimír Polák) – číšník v restauraci Zlaté Vejce
- Kája (Jan Jakub Ryba) – syn Marty Ivanovičové–Geborg–Novákové
- (Zuzana Skalická) – zdravotní sestra na chirurgii v Hradci
- (Vendula Fialová) – prodavačka v parfumerii
- (Jan Adámek) – policista
- (Karel Hofman) – pojišťovák
- (Radoval Snítil) – lékař RZS
- (Tomáš Turek) – kupující ledničky
- (Anna Polcarová) – kupující ledničky

### Vztahy
Dan a Helena Musilovi
Dan s Helenou se poznali na střední škole. Spojovala je tehdy láska k muzice, která se svobodně „valila ze Západu“, objížděli spolu hudební festivaly. V té době žili hlavně skupinou Lucie, i proto zvolili toto jméno pro první dceru. Po ukončení školy Helena s Danem otěhotněla (čekali Lucku, která byla počata v nákladním prostoru Danovy dodávky) a z dalších studií sešlo. Dan maturitu neudělal, začal se „živit rukama“. Žijí v Hořicích, mají tam domek. Tam také žije Helenina sestra Klára, v bytě na okraji města.

## Výroba
Seriál je točen podle amerického sitcomu Roseanne. Režie se ujal Ivo Macharáček, který před šesti lety uvedl neúspěšný celovečerní film Panic je nanic. V loni ještě natočil pohádku Tajemství staré bambitky pro Českou televizi. Na natáčení se také podílí i režisér Ján Novák, který režíruje Ordinaci v růžové zahradě. TV Nova počítala, že seriál bude úspěšný jako seriály Comeback a Hospoda. Hlavní hrdinku seriálu, samotnou Helenu, ztvárnila herečka menších rolí Sandra Pogodová. Seriál má na svém kontě zatím 3 série, čtvrtá se plánuje. Natáčení probíhalo v Hostivařských ateliérech. Největší problém při natáčení bylo těhotenství Marthy Issové, kterou v druhé sérii nahradila Petra Hřebíčková.

### Úvodní znělka
Úvodní znělka seriálu Helena, která se vysílá vždy po pár minutách seriálu, začíná ukázkami z jednotlivých epizod seriálu. Po ukázkách se představují jednotliví herci, kde v rohu vždy vyskočí pomyslná šňůra a na ní zavěšené za kolíčky jméno postavy a pod ní jméno herce. Po představení jednotlivých herců opět nastupují ukázky z epizod. Ukončení znělky následuje příletem šňůry s názvem seriálu „Helena“, poté přiletí pták a sedne si na šňůru, a tím odstřelí jeden z kolíčku, který drží písmeno „a“. Po znělce začíná epizoda, kde se zobrazí název epizody. V úvodní znělce se představují pouze hlavní postavy.

### Úspěšnost
Seriál měl premiéru 22. března 2012 na televizi Nova. Premiérový díl Perný den přilákal 1,211 mil. diváků nad 15 let, což znamenalo share 34,66 %. V mladší skupině 15–54 dosáhl podíl pořadu 38,76 %. Nejsledovanější epizodou seriálu je první epizoda Perný den.